# 1950 en Australie
Chronologie de l'Australie
- 1946
- 1947
- 1948
- 1949
- 1950
- 1951
- 1952
- 1953
- 1954

Cet article présente les faits marquants de l'année 1950 en Australie.

## En exercice
- Monarque –  George VI
- Gouverneur général – William John McKell
- Premier ministre – Robert Menzies

## Évènements
- 25 janvier : Le Landing Ship Tank HMAS Tarakan (en) explose à Sydney, causant la mort de huit personnes[1].
- 8 février : Fin du rationnement du pétrole, mis à place presque dix ans plus tôt pendant la Seconde Guerre mondiale[2].
- 26 juin : Crash d'un avion de transport (en) qui cause la mort des 29 passagers[3],[4].
- 26 juillet : Le gouvernement annonce que des troupes australiennes vont être envoyées pour combattre lors de la Guerre de Corée[5]. Les premiers soldats arrivent en septembre[6].
- 20 octobre : La loi de dissolution du Parti communiste (Communist Party Dissolution Bill[7]) est adoptée par le Parlement australien[8]. Elle sera invalidée l'année suivante par une décision (en) de la Haute Cour d'Australie.

## Culture
- Première performance du ballet Corroboree (en), conçu par John Antill.

## Sports
- 4-11 février : L'Australie remporte 80 médailles, dont 34 en or, lors des Jeux de l'Empire britannique.
- 26 juin : John Bromwich et Adrian Quist remportent le double messieurs lors du Tournoi de Wimbledon.
- 27 août : John Bromwich et Frank Sedgman remportent le double messieurs lors de l'US Open.

## Naissances
- 1er janvier : Wayne Bennett, joueur de rugby à XIII
- 11 mai : Gary Foley, activiste aborigène
- 15 mai : Jim Bacon, Premier ministre de Tasmanie
- 15 juillet : Colin Barnett, Premier ministre d'Australie-Occidentale, et Peter Reith (en), député et ministre
- 27 septembre : John Marsden, écrivain
- 14 octobre : Kate Grenville, écrivaine
- 12 décembre : Judy Wajcman, sociologue

## Décès
- 2 janvier : James Dooley, Premier ministre de la Nouvelle-Galles du Sud
- 25 janvier : Chummy Fleming (en), pionnier du syndicalisme
- 9 février : Ted Theodore (en), Premier ministre du Queensland
- 14 avril : Albert Dunstan (en), Premier ministre du Victoria
- 15 mai : Jack Hickey, joueur de rugby
- 6 novembre : Frank Brennan, homme politique